# Antonio Padovan
Antonio Padovan (Venezia, 1985) è un regista cinematografico e sceneggiatore italiano.

## Biografia
È nato a Venezia ma cresciuto a Conegliano. Ha studiato a New York, dove ha iniziato a dirigere cortometraggi e pubblicità . Finché c'è prosecco c'è speranza è il suo primo lungometraggio.

## Filmografia

### Regista

#### Cortometraggi
- Socks and Cakes (2010)
- Perry St. (2010)
- Tillman (2011)
- Mia (2011)
- Puh-Rump-A-Pum-Pum (2011)
- M is for Misdirection (2014)
- The Mods (2014)
- Il piccolo Girasole che s'innamorò della Luna (2016)

#### Documentari
- Once Upon a Time, Inc. (2013)

#### Lungometraggi
- Jack Attack, episodio del film All Hallows' Eve 2 (2015)
- Eveless, episodio del film Galaxy of Horrors (2017)
- Finché c'è prosecco c'è speranza (2017)
- Il grande passo (2019)
- Come fratelli (2025)

## Premi e riconoscimenti
- Fantafestival

2013 - Menzione speciale per Jack Attack
- Globi d'oro

2018 - Candidato a miglior opera prima - Finché c'è prosecco c'è speranza
- Torino Film Festival

2019 - Candidato a miglior film per Il grande passo

Toulouse (Francia)
2022 - Premio del pubblico per il film Il grande passo